# Чемпионат мира по шорт-треку 2025
Чемпионат мира по шорт-треку 2025 года состоялся с 14 по 16 марта в Пекине (Китай). Соревнования были проведены среди мужчин, женщин и в эстафетах.
Чемпион в многоборье с 2023 года не определяется. Соревнования проведены на отдельных дистанциях 500 м, 1000 м, 1500 м, как у мужчин, так и у женщин.
На чемпионате также проводятся эстафеты у женщин на 3000 м и у мужчин на 5000 м, а также смешанные эстафеты. В соревнованиях принимают участие команды из четырёх спортсменов.
Из-за полномасштабного вторжения России на Украину спортсмены из России и Белоруссии были отстранены от участия в чемпионате мира.

## Медали

### Призёры
*   Принимающая страна (Китай)
| Место          | Страна           | Золото | Серебро | Бронза | Всего |
| -------------- | ---------------- | ------ | ------- | ------ | ----- |
| 1              | Канада           | 6      | 4       | 0      | 10    |
| 2              | Бельгия          | 1      | 1       | 0      | 2     |
| 3              | Нидерланды       | 1      | 0       | 3      | 4     |
| 4              | Республика Корея | 1      | 0       | 2      | 3     |
| 5              | Польша           | 0      | 1       | 2      | 3     |
| 6              | Италия           | 0      | 1       | 1      | 2     |
| 6              | Китай*           | 0      | 1       | 1      | 2     |
| 8              | Казахстан        | 0      | 1       | 0      | 1     |
| Всего стран: 8 | Всего стран: 8   | 9      | 9       | 9      | 27    |

#### Мужчины
| Дисциплина      | Золото                                                                                    | Золото   | Серебро                                                                   | Серебро  | Бронза                                                                        | Бронза   |
| --------------- | ----------------------------------------------------------------------------------------- | -------- | ------------------------------------------------------------------------- | -------- | ----------------------------------------------------------------------------- | -------- |
| 500 метров      | Стивен Дюбуа                                                                              | 40.008   | Денис Никиша                                                              | 40.096   | Йенс Ван т’ Ваут                                                              | 40.163   |
| 1000 метров     | Стивен Дюбуа                                                                              | 1:23.348 | Уильям Данджину                                                           | 1:23.352 | Пьетро Сигель                                                                 | 1:23.417 |
| 1500 метров     | Уильям Данджину                                                                           | 2:15.064 | Стейн Десмет                                                              | 2:15.176 | Лю Шаоанг                                                                     | 2:15.871 |
| Эстафета 5000 м | Канада · Уильям Данджину · Стивен Дюбуа · Максим Лаун · Феликс Руссель · Жордан Пьер-Жиль | 6:41.271 | Китай · Ли Вэньлун · Лю Гуаньи · Лю Шаоанг · Сунь Лун · Шандор Шаолинь Лю | 6:41.840 | Республика Корея · Сон У Чжан · Ким Гон У · Ли Джон Су · Пак Чи Вон · Со И Ра | 6:41.891 |

#### Женщины
| Дисциплина      | Золото                                                           | Золото   | Серебро                                                                                | Серебро  | Бронза                                                                            | Бронза   |
| --------------- | ---------------------------------------------------------------- | -------- | -------------------------------------------------------------------------------------- | -------- | --------------------------------------------------------------------------------- | -------- |
| 500 метров      | Ксандра Велзебур                                                 | 42.132   | Рикки Доак                                                                             | 42.286   | Наталия Малишевская                                                               | 42.561   |
| 1000 метров     | Ханне Десмет                                                     | 1:28.641 | Кортни Саро                                                                            | 1:28.929 | Ксандра Велзебур                                                                  | 1:28.991 |
| 1500 метров     | Чхве Мин Джон                                                    | 2:27.136 | Кортни Саро                                                                            | 2:27.194 | Ким Гил Ли                                                                        | 2:27.257 |
| Эстафета 3000 м | Канада · Ким Бутен · Флоренс Брюнелль · Рикки Доак · Кортни Саро | 4:09.254 | Польша · Наталия Малишевская · Никола Мазур · Камила Стормовская · Габриэла Топольская | 4:09.321 | Нидерланды · Зои Дельтрап · Диде ван Орсхот · Михелле Велзебур · Ксандра Велзебур | 4:09.392 |

### Смешанная эстафета
| Event           | Золото                                                                 | Золото   | Серебро                                                                   | Серебро  | Бронза                                                                             | Бронза   |
| --------------- | ---------------------------------------------------------------------- | -------- | ------------------------------------------------------------------------- | -------- | ---------------------------------------------------------------------------------- | -------- |
| Эстафета 2000 м | Канада · Ким Бутен · Флоренс Брюнелль · Уильям Данджину · Стивен Дюбуа | 2:36.232 | Италия · Кьяра Бетти · Глория Иориатти · Томаз Надалини · Пьетро Сигель · | 2:36.619 | Польша · Наталия Малишевская · Михал Невиньский · Диан Селлье · Камила Стормовская | 2:41.860 |